# Pyla fusca
Pyla fusca là một loài bướm đêm thuộc họ Pyralidae. Nó được tìm thấy ở châu Âu.
Sải cánh dài 25–28 mm. The moths are on wing từ tháng 6 đến tháng 8 tùy theo địa điểm.
Ấu trùng ăn các loài Erica và Vaccinium.

## Hình ảnh

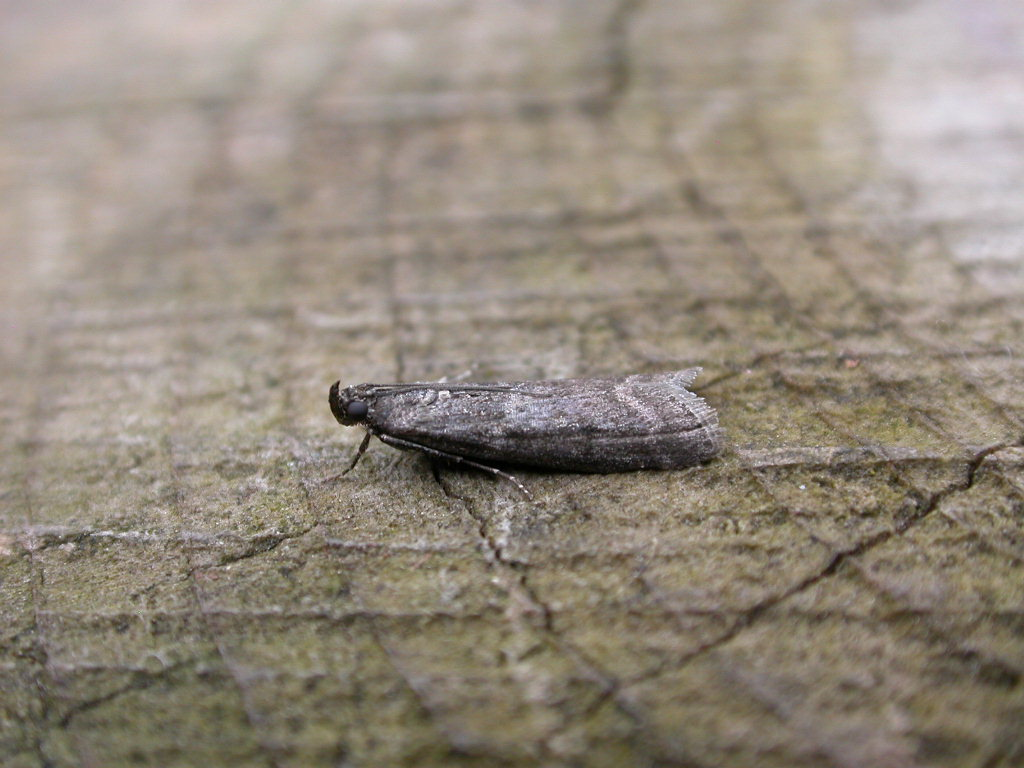